# Asbjørn Mohr Drewes
Asbjørn Mohr Drewes (født 23. juli 1956 i Aarhus) er klinisk professor på Aalborg Universitet og overlæge ved Aalborg Universitetshospital.  Han er en anerkendt ekspert inden for områderne sygdomme i bugspytkirtlen, viscerale smerter, diabetes og mavetarmfunktion, motilitet, farmakologi og ”brain-gut interactions”.

## Uddannelse
Asbjørn Mohr Drewes fik sin kandidat i medicin i 1983 fra Aarhus Universitet. I 1997 blev han speciallæge i intern medicin og gastroenterologi, og i 1998 forsvarede han sin ph.d.-afhandling. Han opnåede doktorgraden i 1999 ved Aarhus Universitet.

## Baggrund, karriere og videnskabelige bidrag
Asbjørn Mohr Drewes blev lektor i 1996. I 2003 blev han research professor in visceral pain og i 2007 professor i medicin og gastroenterologi.
I rammen af Aalborg Universitet og Universitetshospital er Asbjørn Mohr Drewes tilknyttet organisationerne Center for Sanse-Motorisk Interaktion (SMI), Klinisk Institut, Klinik Medicin samt Medicinske Mave- og Tarmsygdomme (Gastroenterologi og Hepatologi).
Asbjørn Mohr Drewes var med til at grundlægge forskningscenteret Mech-Sense, som han selv leder i dag. Mech-Sense er et tværfagligt forskningscenter. Desuden grundlagde han i 2016 Center for Bugspytkirtelsygdomme.
Asbjørn Mohr Drewes har været en markant stemme i debatten vedrørende anerkendelsen af alternative medicinformer, herunder i hvilket omfang læger bør beskæftige sig med dette.

## Priser og legater
I løbet af sin karriere har Asbjørn Mohr Drewes modtaget flere legater og æresbevisninger, blandt andet fra:
- Dansk Selskab for Gastroenterologi og Hepatologi
- Dansk Selskan for Rehabilitering
- Karen Elise Jensens Fond
- Det Obelske Familiefond
- Styrelsen for forskning og innovation
- EU´s 7´rammeprogram
- Horizon2020
- Novo Nordisk Fonden

I 2018 blev han tildelt Hagedorn Prisen, der uddeles af Dansk Selskab for Intern Medicin og Novo Nordisk Fonden. Med prisen fulgte 250.000 kr. personligt og 1.250.000 kr. til forskning eller udviklingsarbejde. Prisen modtog han for sit forskningsarbejde med smerter og mave-tarm-sygdomme. I 2019 blev han ridder af Dannebrogordenen. 